# ミヒャエル・タウベ
ミヒャエル・タウベ（Michael Taube, 1890年3月13日 - 1972年2月23日）は、ポーランド出身でドイツ・イスラエルで活動した指揮者。

## 経歴
ウッチ生まれ。1910年にドイツのライプツィヒ音楽院でロベルト・タイヒミュラーにピアノ、マックス・ヴンシュにチェロ、ヨハネス・メルケルに音楽理論を学ぶ一方で、カフェのオーケストラで学費を稼ぎ、実地的に音楽を学んだ。1914年からはケルン音楽院に移ってオットー・ナイツェルにピアノ、エヴァルト・シュトレッサーに作曲、ヘルマン・アーベントロートに指揮法を師事し、バート・ゴーデスベルクで指揮活動を開始した。その後、ボンのオーケストラを指揮するようになり、1917年にはボンのエアハルト音楽院のピアノ教師としても活動するようになった。
1924年にベルリン市立歌劇場の指揮者陣に加わり、1925年には自ら室内管弦楽団と合唱団を結成した。この室内管弦楽団でダリウス・ミヨー、カロル・ラートハウスやアルノルト・シェーンベルクらの作品の紹介に努めたものの、1933年に解散している。1935年にはパレスチナに移り、ブロニスワフ・フーベルマンらとパレスチナ交響楽団の創設に参加している。
第二次世界大戦後は、しばらく室内楽のピアニストとしてイスラエル国内を中心に活動し、指揮者としても1960年代後半までヨーロッパ各国のオーケストラに客演していたが、1955年にラマト・ガン室内管弦楽団を設立してイスラエル在住の作曲家達に作品の委嘱をするようになった。1961年からはアルベルト・シュヴァイツァーやユーディ・メニューインらと共にイスラエル・バッハ学会の創設と運営に尽力した。
1972年、テル・アヴィヴにて没。